# Canterbury-fortællingerne
Canterbury Fortællingerne (The Canterbury Tales) er en samling fortællinger af den engelske forfatter Geoffrey Chaucer i 1300-tallet, to i prosa, de øvrige på vers. Nogle er originale, og andre er ikke. De bliver fortalt i en rammefortælling af en gruppe pilgrimme på en pilgrimsrejse fra Southwark til Canterbury for at besøge Thomas Beckets grav i Canterburykatedralen. Canterbury Fortællingerne er skrevet på middelengelsk. Fortællingerne er Chaucers hovedværk, og strukturen er taget fra Decameron af italieneren Giovanni Boccaccio, som Chaucer kan have læst, da han besøgte Italien i midten af 1300-tallet.

## Prologen og de individuelle fortællinger
Personerne, som bliver introduceret i bogens prolog, fortæller historier af stor kulturel betydning. Den første del af prologen begynder med «Whan that Aprill with his shoures soote», som angiver slutningen af en hård vinter og begyndelsen på foråret. Fortællingernes tema varierer og har blandt andet emner som høvisk kærlighed, forræderi og griskhed. Genrerne varierer også og inkluderer romantik, Bretonsk lai (fortællende sang), prædiken, fabler (om dyr) og fabliaux, grove humoristiske fortællinger. Selv om der er en overordnet ramme, er der ingen poetisk struktur i værket; og der er to prosafortællinger.
 Fortællingerne består af følgende dele:
- Prologen – The General Prologue
- Ridderens fortælling og prolog – The Knight's Prologue and Tale
- Møllerens prolog og fortælling  – The Miller's Prologue and Tale
- Ridefogedens prolog og fortælling  – The Reeve's Prologue and Tale [1]
- Kokkens prolog og fortælling  – The Cook's Prologue and Tale
- Advokatens prolog og fortælling  – The Man of Law's Prologue and Tale
- Enken fra Baths prolog og fortælling  – The Wife of Bath's Prologue and Tale
- Tiggermunkens prolog og fortælling  – The Friar's Prologue and Tale
- Stævningsmandens prolog og fortælling  – The Summoner's Prologue and Tale
- Klerkens prolog og fortælling  – The Clerk's Prologue and Tale
- Købmandens prolog og fortælling  – The Merchant's Prologue and Tale
- Væbnerens prolog og fortælling – The Squire's Prologue and Tale
- Storbondens prolog og fortælling  – The Franklin's Prologue and Tale
- Lægens fortælling  – The Physician's Tale
- Afladskræmmerens prolog og fortælling  – The Pardoner's Prologue and Tale
- Skipperens fortælling  – The Shipman's Tale
- Priorindens prolog og fortælling  – The Prioress' Prologue and Tale
- Chaucers fortælling om Sir Topas – Chaucer's Tale of Sir Topas
- Melibees fortælling  – The Tale of Melibee
- Munkens prolog og fortælling  – The Monk's Prologue and Tale
- Nonnepræstens prolog og fortælling  – The Nun's Priest's Prologue and Tale
- Den anden nonnes prolog og fortælling  – The Second Nun's Prologue and Tale
- Kannikkens tjeners prolog og fortælling  – The Canon's Yeoman's Prologue and Tale
- Proviantforvalterens prolog og fortælling  – The Manciple's Prologue and Tale
- Sognepræstens prolog og fortælling  – The Parson's Prologue and Tale
- Chaucers tilbagetræden – Chaucer's Retraction

Nogle af fortællingerne er seriøse, og andre er komiske. De er alle omhyggelige og nøjagtige i beskrivelsen af egenskaber og fejl i den menneskelige natur. Religiøs forsømmelse er gennemgående træk og tema foruden blikket for de tre stænder (samfundsklasserne) i middelalderen. De fleste af fortællingerne er sammenkoblet med tilsvarende temaer, og nogle modsvarer andre fortællinger i form af en argumentation.
Værket er ikke færdiggjort, da det var tanken, at hver skulle fortælle fire historier, to på vej til Canterbury og to på tilbageturen. Det ville have givet 120 fortællinger i modsætning til de 24, som eksisterer.
Mange i England har søgt efter politiske undertoner i fortællingerne, specielt fordi Chaucer var en betydningsfuld hofmand og en politisk figur og var tæt på den politiske magt. Det er mange hentydninger til samtidige hændelser, skønt få er bevist, og ægteskabstemaet er almindeligt i middelalderens fortællinger. Foruden Chaucer var Harry Bailly fra værtshuset Tabard Inn en historisk person, og det anses for sandsynligt, at kokken er Roger Knight de Ware i London.

## Gennemgang af værkets personer
Ridderen bliver introduceret først som den socialt højst rangerende figur. Værten kalder ham for "my mayster" og "my lord", «min mester og herre». Han er en professionel soldat, som kommer hjem fra krig i udlandet, og han har været vidt omkring i mange lande. Han er en «varray, parfit, gentil knight», en høvisk ridder i enkel dragt og har et beskedent væsen.
Væbneren er hans søn og modsætning, en elegant laps med kostbare klæder og beleven i hofetikette.
Priorinden er en af dem, som er mest omfattende beskrevet, og det er her, fortælleren oplyser, at han ikke vil dømme om værdien af det, han ser. Hendes portræt skildres høvisk, og der fortælles mere om, hvad hun spiser end om, hvordan hun beder. Det siges, at hun er god mod dyr, men ikke hvordan hun behandler mennesker. Hun har en nonne med sig og «tre» præster. Tallet tre gør, at antallet vanskeligt går op og blev antagelig lagt til senere med hensyn til digtets rytme.
Munken er den næste i serien af repræsentanter for kirken. Han har mange heste hjemme, respekterer ikke kongens styre og foretrækker at gå på jagt frem for at bede.
Tiggermunken følger derefter, hvilket viser, at Chaucer har en særlig interesse for repræsentanter for kirken, som lever i modstrid med, hvad man forventer af dem. Fortælleren oplyser, at det ikke er et problem, at han undgår spedalske og tiggere.
Handelsmanden er kort beskrevet og bliver fulgt af klerken fra Oxenford (Oxford), som er, hvad man kan forvente af en student, fattig, tynd som sin hest, og elsker af bøger.
Advokaten er ekspert i jura. Sammen med ham er storbonden, en herre fra landet, som er mest optaget af mad: «Det knurrer i hans mave efter mad og drikke».
Derefter nævner Chaucer flere håndværkere, klædt i deres karakteristiske dragter, men de er ikke nøjere beskrevet og de har ikke leveret fortællinger. Med sig har de kokken, og hans dygtighed beskrives med nogle usædvanlige detaljer. Skipperen er også ekspert i sit erhverv, men stjæler vinen fra sine passagerer og fremtræder som en skummel figur. Lægen bliver rost af fortælleren, skønt han som alle læger elsker guld.
Enken fra Bath, priorinden og nonnen er de eneste kvinder på pilgrimsrejsen. Hun har haft fem ægtefæller og jagter den sjette. Hun er rig og er klædt rigt, og fortælleren har sympati for hende.
Den mest idealiserede person er sognepræsten, som er i følge med sin idealiserede bror, plovmanden, «a true swinkler» — en hårdtarbejdende mand, som lever i fred og i fuldkommen fromhed. Hvor sognepræsten er den gode repræsentant for kirken, er plovmanden den sympatiske repræsentant for det kristne, menige folk .
De sidste personer er i en mindre sympatisk gruppe. Mølleren er en ubehagelig type uden forsonende træk, proviantforvalteren snyder alle og ridefogeden tænker også mest på sin egen tegnebog. De to mest groteske er dog stævningsmanden og afladskræmmeren, som lever af kirken i dens udkant: den ene sælger aflad, mens den anden administrerer den kirkelige lovgivning.

## Det komplette værk
Værket blev påbegyndt en gang i 1380'erne, og Chaucer stoppede skriveriet i slutningen af 1390'erne. Det er ikke fuldført, som det måske var planlagt: det ser ud, som om der har været flere redigeringer, og at nye fortællinger er blevet tilføjet på forskellige tidspunkter. Planen med 120 fortællinger stammer fra prologen. Det bliver kundgjort af værten Harry Bailly, at der vil komme fire fortællinger fra hver (to på vej til Canterbury og to på tilbageturen til værtshuset). Det er ikke nødvendigvis Chaucers idé. Han optræder selv i værket og fortæller mere end én historie. Det er foreslået, at værkets ufærdige tilstand faktisk var bevidst fra Chaucers side.
Canterbury Fortællingernes struktur er en rammefortælling, og det er let at finde tilsvarende i samtidige værker som El Libro de Buen Amor (Bogen om den gode kærlighed) af Juan Ruiz og Boccaccios Decameron. Decameron kan være Chaucers store inspirationskilde: Chaucer har lagt flere af Boccaccios fortællinger i munden på sine egne pilgrimme.
Det, der skiller Chaucers værk fra hans samtidiges, er hans personer. Sammenlignet med Boccaccios hovedpersoner – syv kvinder og tre mænd, alle unge, friske og velstående og med klassiske navne – er figurerne hos Chaucer en broget flok fra middelklassen. Ikke bare er deltagerne meget uens, men deres fortællinger er også helt forskellige, og deres personlighed er vist i deres valg af historier og måden, de fortæller dem på.
Ideen med pilgrimsrejsen synes at have været et nyttigt virkemiddel til at samle en broget flok. Munken ville sandsynligvis ikke have fået tilladelse til at drage af sted som pilgrim, og en del af de øvrige ville måske ikke have ønsket at deltage. Alle pilgrimmene er til hest, og der er ingen antydning af, at de lider for deres religion. Ingen af de populære helligdomme på vejen til Canterbury bliver besøgt, og der er ingen antydning af, at nogen deltager i messen. I det hele taget fremstår rejsen mere som en turistudflugt.
Chaucer giver ikke megen oplysning om, hvordan rejsen skrider frem. Han antyder, at historierne er flere dage om at blive fortalt, men giver ingen detaljer om overnatninger. Hvis rejsen kunne være gjort i løbet af en dag, ville det ikke have været muligt at fortælle så mange historier. Tre til fire dage tog en tilsvarende pilgrimsrejse. Den 18. april er nævnt i fortællingerne, og Walter William Skeat, der redigerede i 1800-tallet, har fastslået, at den 17. april 1387 var den sandsynlige første dag for fortællingerne.
Forskere har delt fortællingerne i ti fragmenter. Fortællingerne, som danner et fragment, er direkte sammenknyttede, som regel ved at en person fortæller, og handlingen bliver så videreført af en anden person, men der er ingen sammenhæng mellem de fleste af de andre fragmenter. Det betyder, at der er flere mulige kombinationer med hensyn til fragmenternes rækkefølge og for fortællingerne selv. I vore dage er det almindeligt, at fragmenterne bliver nummereret I-X, men en alternativ rækkefølge er at placere dem som A-G, således at lægens fortællinger indtil nonnepræstens bliver placeret før enken fra Baths. Undtagelsen med fragmenternes uafhængighed er de sidste to. Købmandens fortælling er den sidste fortælling i IX, men fragment X begynder med sognepræstens prolog ved at hævde, at købmanden er blevet færdig med sin fortælling. Grunden til, at de bliver skilt ad som to forskellige fragmenter, er, at købmanden begynder sin korte fortælling om morgenen, mens sognepræstens fortælling bliver fortalt klokken fire om eftermiddagen. Det antages, at Chaucer har villet forbedre manuskriptet eller tilføjet flere fortællinger for at dække tidsrummet.
I 2008 planlagde forlaget Modern Library at publicere en ny oversættelse af hele værket af oversætter Burton Raffel.

## Betydning
Der er flere gange blevet nævnt, at det største bidrag, som dette værk har tilført engelsk litteratur, var at popularisere dagligsprog og dialekt, men først og fremmest ved at bruge engelsk sprog i stedet for fransk-normannisk eller latin, som var det vanlige på Chaucers tid. Andre af Chaucers samtidige — John Gower, William Langland, og den såkaldte Pearl Poet — har også skrev betydelige værker på engelsk. Det mindsker ikke Chaucer betydning.
I 2004 var professor Linne Mooney i stand til at identificere en skriver, som arbejdede for Chaucer, som Adam Pinkhurst. Mooney, som var professor ved universitetet i Maine og besøgte et medlem af Corpus Christi College ved universitetet i Cambridge, fandt en overensstemmelse mellem Pinkhursts edssvorne signatur og hans håndskrift på en kopi af Canterbury Fortællingerne, som han havde skrevet af fra Chaucers manuskript.
Canterbury Fortællingerne kan også fortælle den moderne læser meget om det «okkulte» som var almindeligt på Chaucers tid, specielt i henhold til astrologi. Det er hundreder af astrologiske hentydninger i værket. Nogle er ganske åbenbare, mens andre er mere tilslørede.
Mens nogle forsøger at tolke personerne i Canterbury Fortællingerne som historiske, ønsker andre at tolke dem i mindre bogstavelig retning. Efter en analyse af Chaucers ordvalg, udtryksmåde og den historiske sammenhæng synes det, som om hans værk udvikler en samfundskritik. I nogle af hans beskrivelser synes hans kommentarer smigrende, men ved en listig læsning bliver fremstillingerne kritiske over for personernes handlinger. I stedet virker det, som om Chaucer skaber fiktive figurer, som er gennemsnitsmennesker i deres erhverv og med deres baggrund. Med opmærksomhed kan man observere en finurlig kritik mod de medlemmer af samfundet, der optræder som Chaucers pilgrimme.

## Antisemitisme
Edvard I af England udviste alle jøder fra England i 1290, men antisemitismen forsvandt ikke med fraværet af jøder. «I 1385 udgav Geoffrey Chaucer sit værk Canterbury Fortællingerne, som indeholdt en optegnelse over jøder, som dræbte en dybt from og uskyldig dreng. Denne blodige forbrydelse blev en del af den engelske litterære tradition».
Jeremy Cohen svarer, at «fra Chaucer til Margery Kempe, fra cyklussen til Corpus Christi-dagenes mirakelspil til lyrikken i 1600-tallet, har europæisk litteratur bevaret billedet af den jødiske kristusmorder, som gjorde vold på det helligste i den vestlige kristenheds kultur og samfund».
Det er i Chaucers Priorindens prolog og fortælling at antisemitismen findes i Canterbury Fortællingerne. Fortællingen er kort og handler om en ung kristen drengs martyrium ved, at han blev dræbt af jøder. Drengen, der er søn af en enke synger en sang, Alma Redemptoris, uden at vide, hvad ordene handler om. Den oprører nogle jøder, som får drengen dræbt. Enken leder efter sønnen og med guddommelig indblanding finder hun hans lig. Selv om drengen er død, synger han sin sang. Han bliver ført til et kloster, hvor munkene undersøger, hvordan det er muligt. Som en form for retfærdighed bliver alle jøder beordret dræbt. Således kan drengen komme i himlen.
Denne histories findes sandsynligvis i forbindelse med William af Norwich, som blev fundet død af flere stiksår i 1144, hvor jøder i Norwich blev anklaget for drabet.
Jøderne omtales som «det forbandede Herodes-folk». Chaucer benytter sin fortælling til at fremvise, hvad han betragter som «den jødiske karakter». Canterbury Fortællingerne i sig selv er ikke et antisemitisk værk, men den enkeltstående historie Priorindens fortælling handler derimod om had mod jøder.

## Pilgrimmenes rute og de virkelige steder
Byen Canterbury har et museum, der hedder Canterbury Tales Museum.
Den lovede tilbagerejse har optaget mange, og den manglende fortsættelse er skrevet, ofte til skræk og en sjælden gang til skrækblandet fryd for Chaucers tilhængere. Således har de tavse personer, som er nævnt, fået chancen for at fortælle deres historie. Beryns fortælling (Tale of Beryn) er en historie skrevet af en anonym forfatter i Northumberland-manuskript fra midten af 1400-tallet. I et mellemspil fortælles om pilgrimmenes ankomst til Canterbury, deres besøg hos martyren Thomas Becket i katedralen, deres overnatning på det lokale værtshus, afladskræmmerens uheld med en lumsk vintapper og selskabets afsked den næste morgen før afrejsen til London. På dette tidspunkt inviterer værten købmanden til at fortælle Beryns historie (hans andet tilbud i denne samling) som den indledende fortælling på tilbagevejen. John Lydgates Thebens belejring (Siege of Thebes) er en tilsvarende beskrivelse af tilbageturen, men fortællingerne er en gentagelse af de historier, som bliver fortalt af ridderen i Chaucers tekst.

## Trivia
Titlen på Chaucers værk er blevet et dagligdags udtryk på engelske og er blevet tilpasset andre medier på forskellig vis. En animeret udgave af nogle af fortællingerne er blevet produceret for britisk fjernsyn. Foruden en version med moderne engelsk dialog var der versioner på middelalderengelsk og walisisk.
Mange litterære og faglitterære udgivelser har benyttet en tilsvarende rammefortælling som Canterbury Fortællingerne som en oplagt hyldest. Science-fiction-forfatteren Dan Simmons skrev sin roman Hyperion baseret på en ujordisk gruppe af pilgrimme. Evolutionisten Richard Dawkins benyttede Canterbury Fortællingerne' som struktur på sin faglitterære bog om evolutionen – The Ancestor's Tale: A Pilgrimage to the Dawn of Evolution. Hans dyrepilgrimme er på vej til at finde deres fælles stamfader, og hver af dem fortæller en historie om evolutionen.
Henry Dudeneys bog The Canterbury Puzzles indeholder en del, som fremstilles som en forsvundet tekst fra Chaucers værk.

## Tilpasset teater og film
- The Two Noble Kinsmen, af William Shakespeare og John Fletcher, er en genfortælling af ridderens fortælling, blev først udgivet i 1613 eller 1614 og derefter i 1634.

- Pier Paolo Pasolini, The Canterbury Tales
- 2004, BBC, en moderne genfortælling af udvalgte fortællinger.[7]
- 2005, Royal Shakespeare Company, oversættelse af Mike Poulton
- 2001, A Knight's Tale – En ridders fortælling, tog sit navn fra «Ridderens fortælling» med en fiktiv Chaucer portrætteret som en ven af en ridder. Et sted erklærer Chaucer, at han vil bruge sin versekunst til at bagvaske to kirkefunktionærer, som har snydt ham. Det er stævningsmanden og afladskræmmeren.

## Lydfiler
- Audio clip from the first part of the Miller's Tale – Lydfil (som MP3) af den første del af «Møllerens fortælling»
- Audio clip from the second part of the Miller's tale – Lydfil (som MP3) fra den anden del af «Møllerens fortælling»
- Audio clip from the prologue of the Canterbury Tales – Lydfil (som MP3) fra prologen fra Canterbury-fortællingerne
- The Miller's Tale and The Second Nun's Tale – Lydfil fra «Møllerens fortælling» og «Den anden nonnens fortælling»